# New Orleans Saints 1995
La stagione 1995 dei New Orleans Saints è stata la 29ª della franchigia nella National Football League. Con un record di 7-9 la squadra si classificò al quinto posto della propria division, mancando i playoff per il terzo anno consecutivo. Il quarterback Jim Everett stabilì i nuovi record stagionali di franchigia per yard passate (3.970) e touchdown passati (26).

## Scelte nel Draft 1995
| Scelte dei Saints nel Draft 1995               |        |                  |                |                      |
| Giro                                           | Scelta | Giocatore        | Ruolo          | College              |
| 1                                              | 13     | Mark Fields *    | Linebacker     | Washington State     |
| 2                                              | 44     | Ray Zellars      | Running back   | Notre Dame           |
| 3                                              | 75     | Mike Verstegen   | Guard          | Wisconsin            |
| 4                                              | 108    | Dameian Jeffries | Defensive end  | Alabama              |
| 5                                              | 148    | William Strong   | Defensive back | North Carolina State |
| 6                                              | 184    | Lee DeRamus      | Wide receiver  | Wisconsin            |
| 7                                              | 242    | Travis Davis     | Defensive back | Notre Dame           |
| * Convocato per almeno un Pro Bowl in carriera |        |                  |                |                      |

## Roster
| Roster dei New Orleans Saints nel 1995 |
| --- |
| Quarterback - 11 Jim Everett - 14 Tom Hudson Running Back - 24 Mario Bates - 22 Lorenzo Neal - 36 Derrick Ned FB - 34 Ray Zellars FB Wide Receiver - 87 Lee DeRamus - 89 Quinn Early - 81 Michael Haynes - 84 Steve Rhem - 83 Torrance Small Tight End - 86 Kirk Botkin - 85 Wesley Walls - 82 Irv Smith Offensive Linemen - 71 Richard Cooper T - 72 Jim Dombrowski G - 74 Clarence Jones T - 68 Alan Kline T - 67 Andy McCollum G - 60 Craig Novitsky G - 70 Chris Port G - 77 Willie Roaf T - 62 Jeff Uhlenhake C Defensive Linemen - 99 Willie Broughton DT - 91 Robert Goff DT - 94 Joe Johnson DE - 93 Wayne Martin DT - 97 Renaldo Turnbull DE Linebacker - 55 Mark Fields - 52 Richard Harvey - 56 Brian Jones - 54 Winfred Tubbs Defensive Back - 26 Vince Buck CB - 43 Tyrone Legette CB - 46 Sean Lumpkin SS - 35 Shane Pahukoa - 37 Jimmy Spencer CB Special Team - 10 Doug Brien K - 2 Chip Lohmiller K - 4 Klaus Wilmsmeyer P                                              |
| Legenda - I rookie sono in corsivo. - Il primo ruolo è il principale mentre gli eventuali successivi indicano i ruoli secondari. - (IR) sta per Injured Reserve ed indica la lista ristretta per un solo giocatore infortunato che può tornare ad allenarsi dopo la settimana 6 e a rientrare in prima squadra dopo che questa ha giocato 8 partite. - (NF-Inj.) / (NF-Ill.) stanno rispettivamente per Non-Football Injured e Non-Football Illness ed indicano le liste dove viene inserito un giocatore che ha un infortunio o una malattia non dipendente dal football americano. - (PUP) sta per Physically Unable to Perform ed indica la lista dove viene inserito un giocatore mentre è in attesa di recuperare la condizione fisica. Nella stagione regolare dopo la sesta partita giocata dalla propria squadra, il giocatore ha tempo tre settimane per riprendere ad allenarsi, più tre settimane aggiuntive dal suo rientro agli allenamenti per rientrare in prima squadra. |

## Calendario
| Stagione regolare |                         |                    |
| 1                 | San Francisco 49ers     | S 24–22            |
| 2                 | at St. Louis Rams       | S 17–13            |
| 3                 | Atlanta Falcons         | S 27–24            |
| 4                 | at New York Giants      | S 45–29            |
| 5                 | Philadelphia Eagles     | S 15–10            |
| 6                 | Settimana di pausa      | Settimana di pausa |
| 7                 | Miami Dolphins          | V 33–30            |
| 8                 | at Carolina Panthers    | S 20–3             |
| 9                 | at San Francisco 49ers  | V 11–7             |
| 10                | St. Louis Rams          | V 19–10            |
| 11                | Indianapolis Colts      | V 17–14            |
| 12                | at Minnesota Vikings    | S 43–24            |
| 13                | Carolina Panthers       | V 34–26            |
| 14                | at New England Patriots | V 31–17            |
| 15                | at Atlanta Falcons      | S 19–14            |
| 16                | Green Bay Packers       | S 34–23            |
| 17                | at New York Jets        | V 12–0             |

## Classifiche
| NFC West                |    |   |   |      |     |      |     |
|                         | V  | S | P | %    | DIV | CONF | STR |
| (2) San Francisco 49ers | 11 | 5 | 0 | .688 | 457 | 258  | S1  |
| (6) Atlanta Falcons     | 9  | 7 | 0 | .563 | 362 | 349  | V1  |
| St. Louis Rams          | 7  | 9 | 0 | .438 | 309 | 418  | S3  |
| Carolina Panthers       | 7  | 9 | 0 | .438 | 289 | 325  | S1  |
| New Orleans Saints      | 7  | 9 | 0 | .438 | 319 | 348  | V1  |